# الناعم
الناعم یک منطقهٔ مسکونی در سوریه است که در حمص واقع شده‌است.

## خصوصیات
الناعم ۲٬۲۹۰ نفر جمعیت دارد.